# Estación de Biasca
La estación de Biasca (del italiano: Stazione di Biasca) es la principal estación ferroviaria de la comuna suiza de Biasca, en el Cantón del Tesino.

## Historia y situación
La estación fue inaugurada en el año 1874 con la apertura al tráfico ferroviario de la línea que comunicaba a Biasca con Chiasso. Cuando se abrió en 1882 el Túnel ferroviario de San Gotardo, se pudo dar continuidad hacia el resto de Suiza de los trenes de la línea.
En 2016 está prevista la apertura del nuevo Túnel de base San Gotardo, que permitirá reducir significativamente los tiempos de viaje de los trenes que la comunican hacia el resto de Suiza, que pasarán a ahorrarse en torno a una hora de viaje.
La estación se encuentra situada en el sureste del núcleo urbano de Biasca. Tiene dos andenes, uno lateral y otro central, y ocho vías pasantes, a las que hay que sumar un gran número de vías muertas para el apartado y estacionamiento de trenes. Existe un depósito de locomotoras en la estación, que cuenta con una placa giratoria. Esta organización se debe a que Biasca es la estación donde comienza la rampa de ascensión del paso de San Gotardo por el sur, convirtiéndola en un importante centro ferroviario.

## Servicios ferroviarios
Los servicios operados por SBB-CFF-FFS se componen de trayectos de largo recorrido y de servicios de corta distancia de ámbito regional, prestados por TiLo.

### Larga distancia
- IR Basilea-SBB - Olten - Lucerna - Arth-Goldau - Schwyz - Brunnen - Flüelen - Erstfeld - Göschenen - Airolo - Faido - Biasca - Bellinzona - Cadenazzo - Locarno.
- IR Zúrich - Zug - Arth-Goldau - Schwyz - Brunnen - Flüelen - Erstfeld - Göschenen - Airolo - Faido - Biasca - Bellinzona - Cadenazzo - Locarno.
- IR Zúrich - Zug - Arth-Goldau - Schwyz - Brunnen - Flüelen - Erstfeld - Göschenen - Airolo - Faido - Biasca - Bellinzona - Lugano - Mendrisio - Chiasso.

### Regionales
- RE Biasca - Bellinzona - Lugano - Chiasso - Como S.Giovanni - Milán.

- S10 Biasca – Castione–Arbedo – Bellinzona – Lugano – Chiasso – Albate-Camerlata .

- Datos: Q800520
- Multimedia: Biasca railway station / Q800520